# ターパイ・サビナ
ターパイ・サビナ（Tápai Szabina、1986年1月30日 - ）は、ハンガリーのキシュクンハラシュ出身の女子ハンドボール選手。ハンガリー女子ハンドボール代表に選ばれている。現在はデンマークのラナースHK (Randers HK) に所属している。
2006年から2007年のシーズンはコルネクスィー・アルコナ（Cornexi-Alcoa）に所属してリーグ優勝を果たした。